# Шуфраганка
Шуфраганка (Шуфраґанка) — село в Україні, в Львівському районі Львівської області. Населення становить 45 осіб. Орган місцевого самоврядування — Щирецька селищна рада.

## Назва
За роки радянської влади село в документах називали «Шуфраченко». 1989 р. селу надали сучасну назву.

## Населення
За даним всеукраїнським переписом населення 2001 року, в селі мешкало 45 осіб. Мовний склад села був таким:
| Мова       | Число ос. | Відсоток |
| ---------- | --------- | -------- |
| українська | 44        | 97,78    |
| польська   | 1         | 2,22     |